# Point-Malcolm-Leuchtturm
Koordinaten: 35° 30′ 32,3″ S, 139° 11′ 27,2″ O

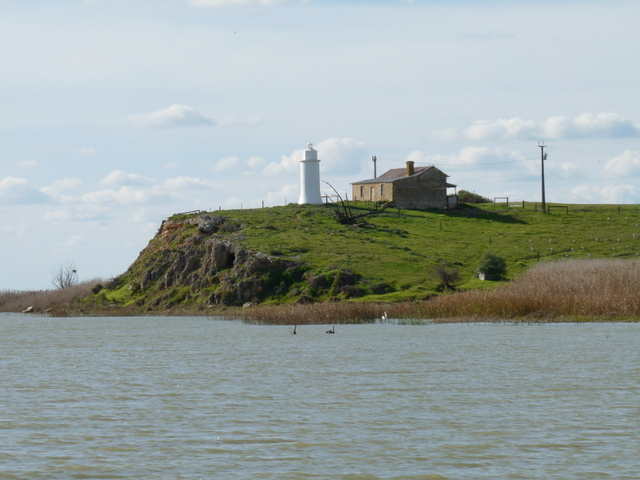
Point Malcolm Lighthouse

Der Point-Malcolm-Leuchtturm (englisch: Point Malcolm Lighthouse) ist der einzige Leuchtturm, der im Inland von Australien, dort im Bundesstaat South Australia, steht.
Möglicherweise ist er sogar der einzige im Inland gelegene Leuchtturm der südlichen Hemisphäre.

## Lage
Der 25 Meter hohe Leuchtturm ist auf einer unbefestigten Piste 18 Kilometer abseits des Princes Highways nördlich von Meningie erreichbar. Der Turm steht auf Privatgelände, das der nahegelegenen Polltalloch Station gehört.
Erbaut wurde der Leuchtturm 1878 von Richard Treouth zwischen dem Lake Alexandria und dem Lake Albert, gegenüber der Halbinsel Narrung, auf der sich eine kleine Siedlung der Aborigines befindet.

## Geschichte
In den frühen Jahren Australiens spielte die Handelsschifffahrt auf dem Murray River nach Port Victor, heute Victor Harbor, eine wichtige Rolle. Um die Schiffe sicher auf dem Weg durch die Seen und zu den Hafenanlagen am Murray River zu leiten, baute man diesen Turm am Point Malcolm.
Der Turm hatte eine Befeuerung, die alle zehn Sekunden einen weißen Lichtstrahl mit einer Reichweite von zehn Kilometer in einer Höhe von sieben Meter aussendete.
Der Betrieb des Leuchtturms wurde im September 1931 eingestellt. Der Turm aus Beton ist in einem relativ guten Zustand, ebenso die unbewohnten Baulichkeiten der Leuchtturmwärter. 
Später wurde ein automatisches Punktlicht in der Nähe des alten Leuchtturms installiert, das den Schiffen im Fluss- und Seesystem den Weg weist.
Die Siedlung Narrung, die auf der anderen Seite des Flusses liegt, kann mit einer in der Nähe des Leuchtturms verkehrenden Kabelfähre erreicht werden.